# Лорен, Альтея
Альтея Лорен (фр. Althéa Laurin; род. 1 сентября 2001, Эпине-сюр-Сен) — французская тхэквондистка, олимпийская чемпионка 2024 года, чемпионка мира 2023 года и чемпионка Европы 2022 года. Бронзовый призёр Олимпийских игр 2020 в Токио.

## Биография
Альтея Лорен родилась 1 сентября 2001 года.

## Карьера
Лорен на международных соревнованиях по тхэквондо выступает с 2016 года. В 2017 году стала победителем юношеского чемпионата Европы, а в 2018 года победила на юношеском чемпионате мира.
На Олимпийских играх 2021 года в Токио в весовой категории свыше 67 килограммов Лорен уступила в полуфинале будущей олимпийской чемпионке Милице Мандич из Сербии. В борьбе за бронзу Лорен обыграла Аминату Траоре из Кот д' Ивуара, обеспечив себе медаль.
В 2022 году на чемпионате Европы в Манчестере, В Великобритании, Лорен стала обладателем золотой медали. В финале она победила спортсменку из Хорватии Николу Клепач.
В 2023 году на чемпионате мира, который состоялся в Баку, в категории до 73 кг, Альтея завоевала золотую медаль, став впервые в карьере чемпионкой мира. В финальной схватке она победила спортсменку из Великобритании Ребекку Макгоуэн.